# Albert Bandura
Albert Bandura (* 4. prosince 1925, Mundare, Alberta, Kanada – 26. července 2021, Stanford, Kalifornie, USA) byl kanadský psycholog, emeritní profesor psychologie na Stanfordově univerzitě.
Patřil k nejvýznamnějším představitelům behaviorismu i kognitivní psychologie. Je čtvrtým nejcitovanějším psychologem všech dob (po Burrhusu Fredericu Skinnerovi, Sigmundu Freudovi a Jeanu Piagetovi). K roku 2007 byl čtvrtým nejcitovanějším autorem v humanitních a sociálních vědách. Nejvíce proslul svou teorií učení a teorií „self-efficacy“. Známý a často citovaný je jeho experiment s panenkou Bobo (tzv. Bobo doll experiment) z roku 1961.

## Život

### Rodina
Byl synem farmáře ukrajinského původu, nejmladší z šesti potomků a jediný syn. Oba jeho rodiče byli imigranti z východní Evropy, otec z Krakova v Polsku a matka z Ukrajiny. Bandurův otec stavěl železniční koleje pro zaoceánské cesty z Kanady, matka pracovala v lokálním obchodě se smíšeným zbožím. Poté co rodina našetřila dostatek financí na zakoupení usedlosti se začala věnovat farmářství. V roce 1918 rodina utrpěla velkou ztrátu. Bandurova nejmladší sestra podlehla chřipkové epidemii a zemřela. Bandurova matka se proto rozhodla začít pomáhat v lokální nemocnici těm, které postihla stejná nemoc.
Bandura potkal svoji manželku na golfovém hřišti. S Virginiou Varns se v roce 1952 oženil a měli spolu dvě dcery. Mary, narozena v roce 1954, a Carol, narozenou o čtyři roky později.

### Vzdělání a kariéra
Bandura vystudoval základní i střední školu v jediné škole v celém městečku Mundare. Škola nebyla nijak velká a postrádala učitele, což přimělo Banduru k učení sebe samotného. Tyto okolnosti ho však nezastavily, naopak. S velkou iniciativou se vzdělával sám, nebo s pomocí jeho otce, který ovládal tři cizí jazyky. Po maturitě na střední škole se Bandura přihlásil na University of British Columbia ve Vancouveru. Jeho rodiče si přáli, aby Bandura prozkoumal i jiné možnosti a nabyl nové zkušenosti. K jeho psychologické kariéře se však dostal čistě náhodou, když během letních prázdnin pracoval v dřevařském závodě, dostal se do styku s lidmi, kteří se věnovali studiu medicíny. Jelikož ráno museli všichni pracovat, studentům nezbylo nic jiného, než se škole věnovat v odpoledních hodinách. Jelikož měl Bandura spoustu volného času, také se začal zajímat o medicínu. Jednoho dne, když Bandura seděl v knihovně, všiml si, že někdo zapomněl vrátit katalog, a tak si ho z dlouhé chvíle přečetl. Jak sám řekl „Všiml jsem si kurzu v oboru psychologie, který by sloužil jako vynikající výplň. To podnítilo můj zájem a našel jsem svou kariéru“.
Proto si později na University of British Columbia Bandura zapsal předmět Úvod do psychologie. O tři roky později, v letech 1949 své studium úspěšně dokončil a získal za něj ocenění.
Když se poté hlásil na jeho následující studia, byla mu doporučena University of Iowa. Tato univerzita byla považována za jednu z nejlepších v odvětví psychologie. Bandura tuto univerzitu úspěšně dokončil v roce 1951 s magisterským titulem z klinické psychologie a o rok později již jako Ph.D.
V roce 1953 získal práci jako profesor na Stanford University, kde se věnoval i vlastnímu výzkumu na téma agresivita u adolescentů, přesněji se jednalo o agresivitu u chlapců, kteří pocházeli ze střední vrstvy. Dále se také zabýval dětskou schopností samoregulace a sebereflexe.
Dr. Bandura je velmi široce publikován a získal nespočet titulů a ocenění po celém světě. Je vysoce uznávaný pro jeho práci v teorii sociálního učení, kterou jako první popsal. Teorii sociálního učení popsal jako teorii sociálně-kognitivního učení. Dr. Bandura pokračuje ve svém výzkumu účinků modelování na lidském chování, emocí a myšlení. Také zkoumá víru ve vlastní schopnosti a stresové reakce lidí (na jaké úrovni vnitřního kontrolního systému se mohou lidé oddělit od zločinů, kterých se dopouštějí).

### Poslední léta
I v jeho 90 letech se Bandura stále zabýval výzkumem a učení na Stanfordově univerzitě. K jeho koníčkům patřilo i cestovaní, díky kterému Bandura nabýval nové zkušenosti. Bandura se také stal dědečkem dvojčat, která se jmenují Timmy a Andy.

## Práce

### Experiment s panenkou Bobo
V roce 1961 provedl Albert Bandura svůj nejznámější experiment týkající se observačního učení na dětech – tzv. Bobo Doll Experiment. Experiment spočíval v tom, že žena fyzicky napadala panenku a vykřikovala u toho agresivní sprostá slova. Z toho všeho se natáčel záznam. Děti ze školky poté rozdělil na dvě skupiny, jedné skupině tento záznam pustil a druhé nikoliv. Každé dítě pak zavedl do místnosti, kde se nacházely různé hračky, avšak bylo jim řečeno, že tyto hračky jsou určeny „pro jiné děti“. Frustrované dítě šlo po nějaké době do další místnosti, ve které byly hračky včetně panenky z videa a různých zbraní. Ukázalo se, že děti, které video zhlédly, se na rozdíl od ostatních chovaly agresivně a napodobovaly přesně to, co viděly na záznamu.
Tento experiment byl díky svým výsledkům velice významný. Pomohl tak upozornit na negativní ovlivňování dětí prostřednictvím násilí v médiích a na ničivý dopad tyranské výchovy. Tvrzení, že násilí plodí jen násilí, se tak vědecky potvrdilo.

### Sociálně kognitivní teorie
Sociálně kognitivní teorie (SCT), původně teorie sociálního učení, začala v 60. letech jako výzkum Alberta Bandury. Rozvoj SCT proběhl v roce 1986. Bandura předpokládá, že učení probíhá v sociálním kontextu s dynamickou interakcí chování člověka a prostředí. Unikátním prvkem v SCT je důraz na sociální vliv a jeho dopad na vnější a vnitřní sociální zlepšení. SCT bere v úvahu jedinečný způsob, jakým jedinci mohou získat a udržet si zkušenosti a chování s ohledem na sociální prostředí, ve kterém se jedinci vyskytují a své chovaní uplatňují. SCT počítá se zkušenostmi nabytými z předchozích situací. Tyto nabyté zkušenosti poté ovlivňují zlepšení chování a očekávání, které způsobí zda jedinec projeví specifické chování a důvod proč jedinec projevil právě tento druh chování. Mnoho teorií chování užitých ve zlepšení zdraví nepovažují údržbu chování za nejdůležitější, ale raději se zaměřují na zahájení chování. To je ale neefektivní, jelikož údržba a zahájení chování je pravým a hlavním cílem veřejného zdraví. Cílem SCT je vysvětlit, jak lidé regulují své chování pomocí kontroly a zlepšení chování s cílem dosáhnout zlepšeného chování, které bude stálé a neměnné v průběhu času.

### Teorie sociálního učení
Bandurova teorie sociálního učení se stala jednou z nejvlivnějších teorií učení a vývoje. Navzdory faktu, že tato teorie obsahuje mnoho základních prvků teorie tradičního učení, Bandura byl přesvědčen, že přímé posílení a zdokonalení chování se nemusí vždy týkat všech druhů učení. Zatímco teorie chování učení propagují názor, že všechna učení jsou výsledkem sdružení způsobené aklimatizací, posílením, zdokonalením a trestem, Bandurova sociální teorie učení stojí na tom, že učení se může také objevit jednoduše pozorováním chování ostatních jedinců. Jeho teorie také hovoří o sociálním elementu, Bandura argumentuje tím, že lidé mohou získat nové zkušenosti, chování a informace pozorováním ostatních. Tento element je známý jako observační učení, tento typ učení může být využit k vysvětlení široké škály chování jedinců.

### Reciproční determinismus
Reciproční determinismus je složený ze tří hlavních faktorů, které ovlivňují chování – prostředí, jednotlivec a chování jako takové. Bandura věří, že chování ovlivňuje jednotlivce a je ovlivňováno jak sociálním světem, tak osobní charakteristikou. Prostředí je složeno z veškerého prostoru, které obklopuje jedince a obsahuje potenciální posilující formuli, včetně lidí, kteří jsou přítomni nebo nepřítomni. Prostředí má dopad na intenzitu a frekvenci chování, stejně tak chování jako takové může mít dopad na prostředí. Jedinec jako další faktor zahrnuje všechny charakteristiky, které byly získány v minulosti. Osobnost a kognitivní faktory jsou důležitou součástí toho, jak se člověk chová včetně všech očekávání jedince, víry a unikátní charakteristiky osobnosti. V poslední řadě, chovaní samo o sobě může či nemusí být posíleno v jakoukoli chvíli či situaci.

### Lidskost
Lidskost je schopnost lidských bytostí dělat své vlastní volby a rozhodnutí. Jsou v kontrastu s přírodními silami a přírodním působením, které jsou příčinou pouze nemyslících deterministických procesů. Lidskost zahrnuje tvrzení, že lidé jsou ve skutečnosti schopní dělat rozhodnutí a uzákonit je ve světě. Jak lidé přicházejí ke svým rozhodnutím, zdali svobodnou vůlí nebo jinými procesy, je na další výzkum.
Schopnost člověka chovat se lidsky je osobní každému jedinci, ačkoli úvahy vyplývající z konkrétních činů lidskosti pro nás a ostatní může být myšlenka investovat morální komponenty do dané situace, ve které jedinec jednal a tak také zapojil morální svobodu jednání. Pokud je situace výsledkem lidského rozhodování, osoby mohou být povinny zapojit své hodnotné úsudky na následky svých rozhodnutí, také bude jedinec za své rozhodnutí plně odpovědný. Lidskost opravňuje pozorovatele klást si otázku „mělo se tohle stát?“ takovým způsobem, který by byl nemyslitelný za okolností, které disponují lidským rozhodováním.

## Ocenění
Bandura má impozantní řadu ocenění a vyznamenání, včetně volby do Národní akademie věd, ocenění za vědecký přínos od Americké psychologické asociace a Lifetime Award od asociace pro povýšení terapie chování. Je také držitelem mnoha čestných titulů od institucí v Severní Americe a Evropě.
- 1972 – Guggenheimovo stipendium za společenské vědy, USA a Kanada
- 1999 – Cena Thorndike za mimořádné příspěvky v odvětví psychologie
- 1980 – Cena za význačný vědecký přínos
- 2001 – Lifetime Achievement Award
- 2004 – Vynikající celoživotní přínos psychologii
- 2005 – Význačné Absolventské Ocenění z University of Iowa
- 2016 – Národní vyznamenání za vědu – behaviorální a sociální vědy